# Pomone (1805)
Pour les autres navires du même nom, voir Pomone et HMS Ambuscade.
 (décembre 2024).
 (décembre 2024).

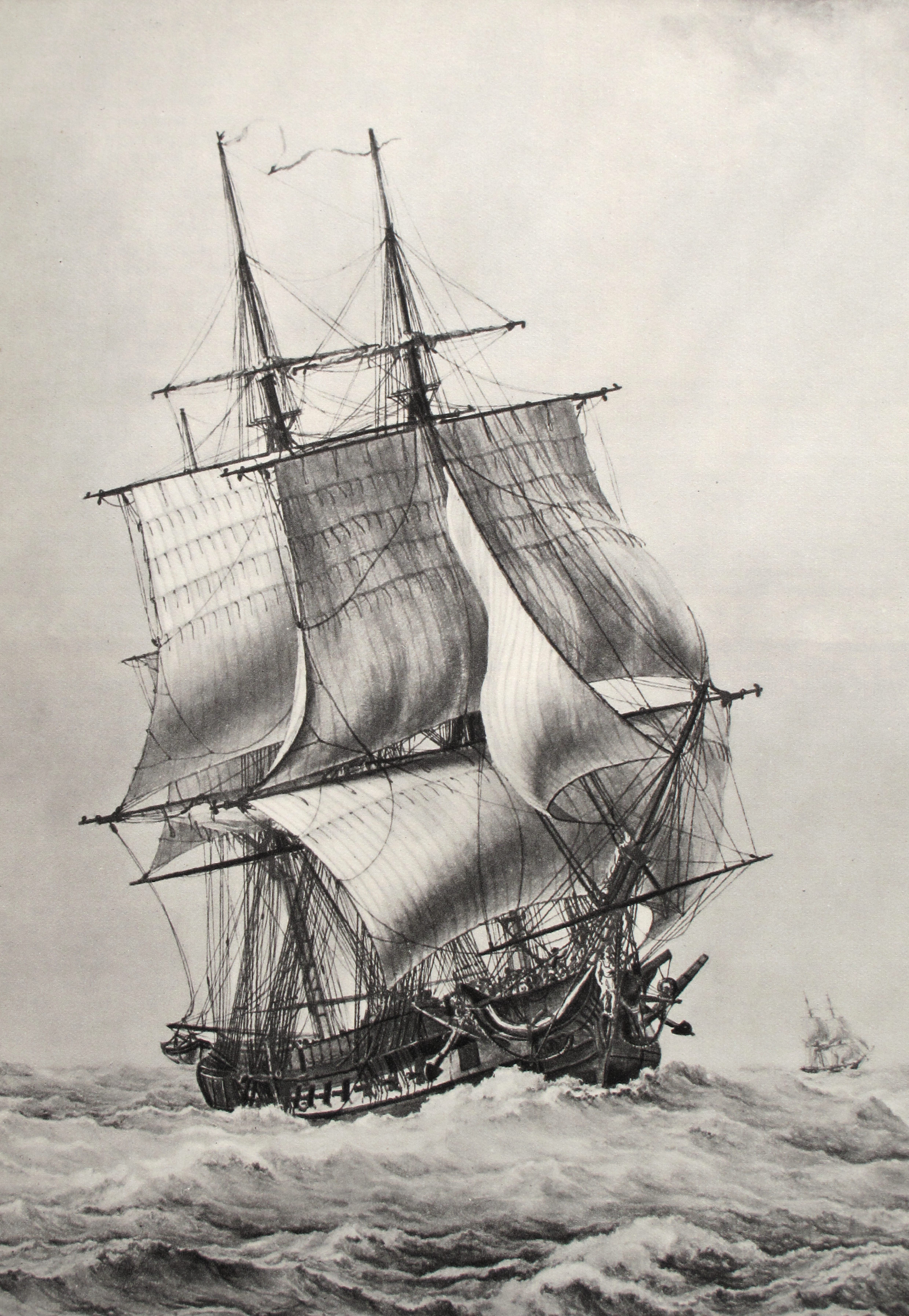
La frégate Pomone.

La Pomone est une frégate française de 44 canons, de classe « Hortense », construite à Gênes pour le compte du gouvernement de la République ligurienne, annexée par la France en juin 1805, un mois après la fin de la construction de la Pomone. 

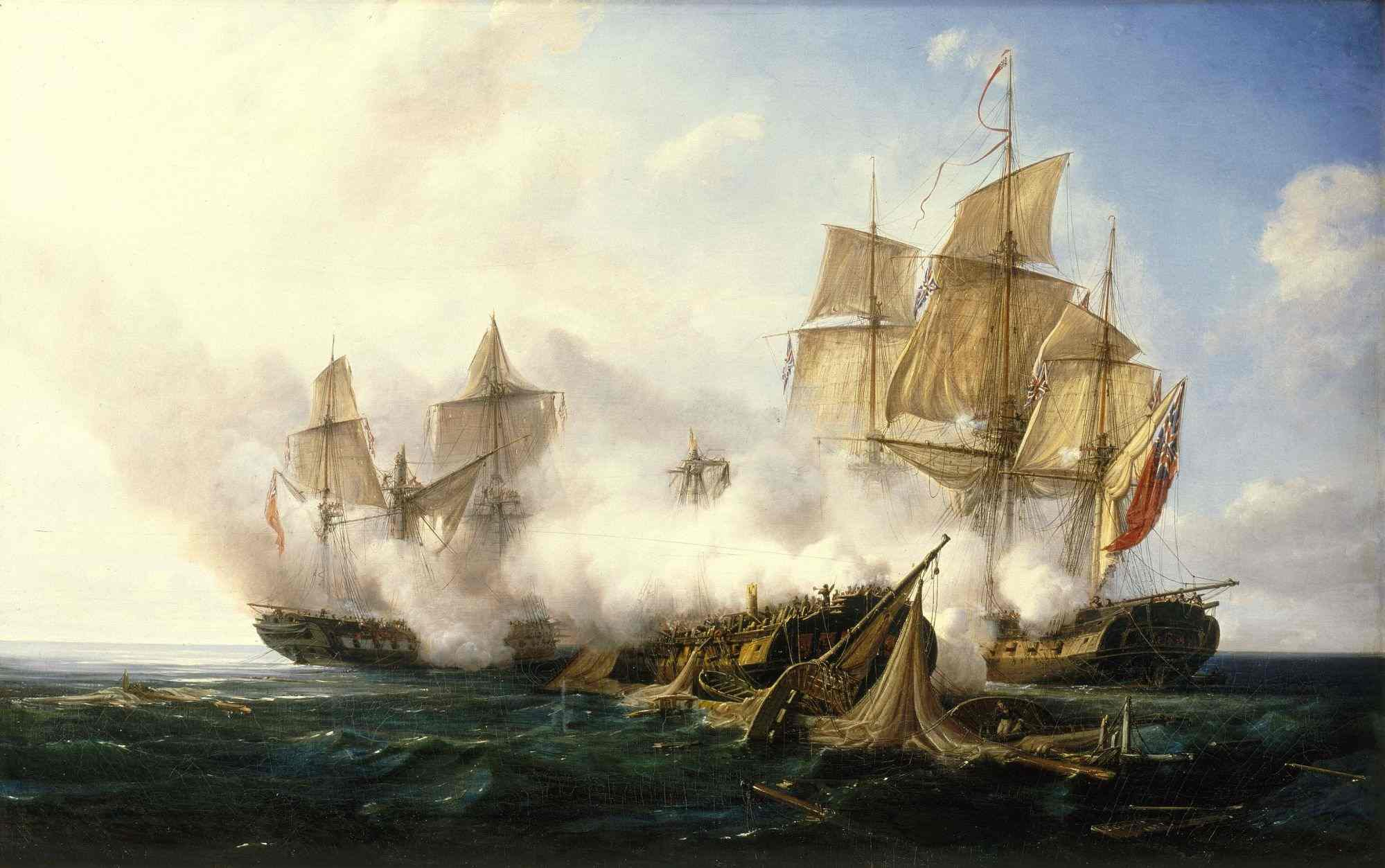
La Pomone au combat de Pelagosa.

Le 3 janvier 1807, elle entra en collision avec la frégate Muiron.
En mai 1807, durant les guerres napoléoniennes, la Pomone, l’Annibal, l’Incorruptible et la corvette Victorieuse affrontent la frégate britannique Spartan devant Cabrera. 

## Capture et démantèlement
Pendant la campagne de l'Adriatique (1807-1814), au combat de Pelagosa, près de l’île alors française de Pelagosa (aujourd'hui Palagruža en Croatie), la Pomone, commandée par Claude du Campe de Rosamel, affronte les frégates britanniques Alceste et Active, et est capturée le 29 novembre 1811. Elle est brièvement versée dans la Royal Navy sous le nom de HMS Ambuscade, mais n’est jamais affectée au service actif et finit démantelée pour en récupérer les matériaux en novembre 1812.